# Kurt Hackenberg
Kurt Hackenberg (* 22. September 1914 in Barmen; † 28. Februar 1981 in Köln) war ein deutscher Politiker. Von 1955 bis 1979 war er Beigeordneter für Kunst und Kultur der Stadt Köln.

## Leben
Der Sohn eines Bänderfabrikanten aus Barmen studierte Germanistik, Geschichte, Theater- und Zeitungswissenschaften sowie Kunstgeschichte an den Universitäten Bonn und Köln. Zunächst war er Leiter des Wuppertaler Presse- und Werbeamtes sowie des Archivs und arbeitete als Journalist unter anderem für die Die Welt, das Rhein-Echo und die Neue Rhein Zeitung. 1955 wurde er vom Rat der Stadt Köln zum Beigeordneten für Kultur gewählt. Dieses Amt hatte er über 24 Jahre bis 1979 inne. 1959 war er an der Gründung der Germania Judaica beteiligt. Hackenberg war SPD-Mitglied.
In seiner Amtszeit verpflichtete er Oscar Fritz Schuh (Schauspiel), Aurel von Milloss (Ballett), später auch Claus Helmut Drese als Generalintendanten an Kölner Theater, außerdem den Regisseur Hansgünther Heyme. Das Wallraf-Richartz-Museum erhielt in dieser Zeit die Pop-Art-Sammlung Peter Ludwigs und dessen Frau Irene. Er beförderte zusammen mit dem von ihm eingesetzten Hugo Borger den Bau des Römisch-Germanischen Museums. Für das Historische Archiv der Stadt Köln ließ er im Severinsviertel einen Neubau errichten. Er förderte die kulturelle Bildung, etwa durch den Ausbau der Volkshochschule und den Bau der Stadtbibliothek mit dem Heinrich-Böll-Archiv im Jahre 1979. Experimentelle Kultur unterstützte er beispielsweise, indem er den Galeristen Hein Stünke und Rudolf Zwirner den Gürzenich für die Veranstaltung ihres weltweit ersten Kunstmarkts für zeitgenössische Kunst im Jahre 1967 überließ. Ausstellungen wie „Happening und Fluxus“ 1967 im Kölnischen Kunstverein sowie die filmischen Underground-Aktivitäten von Birgit Hein mit XScreen förderte er. Er initiierte Großausstellungen wie „Die Parler und der Schöne Stil“ 1978, „Tutanchamun“ (die Originale) 1980 und die „Westkunst“ 1981.
Eher kritisch sind Hackenbergs Aktivitäten gegen den damaligen Leiter der Kölner Gürzenich-Konzerte, den Dirigenten Günter Wand, in den frühen 70er Jahren zu werten, die zu dessen vorzeitiger Demission 1974 führten.

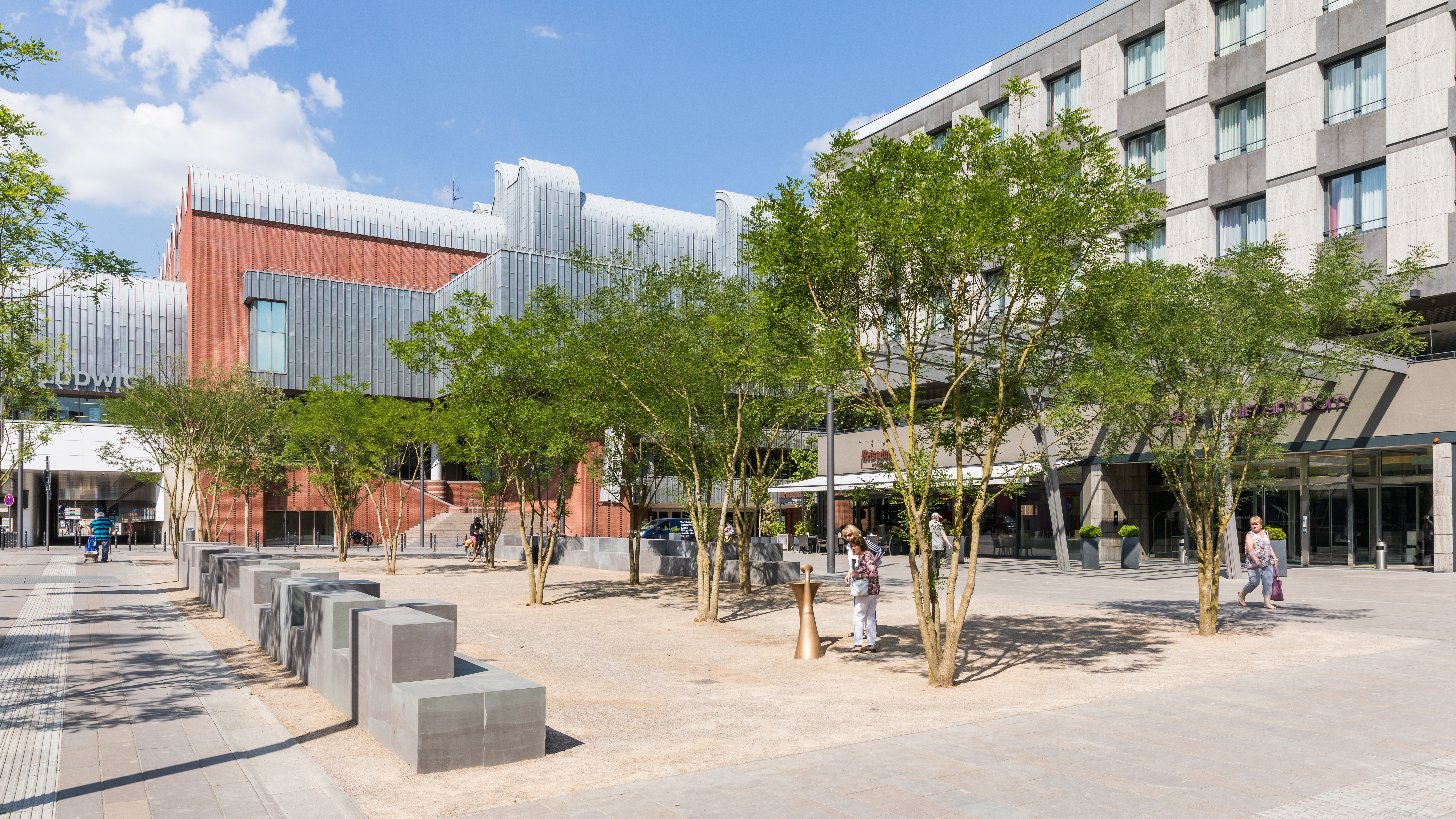
Kurt-Hackenberg-Platz Köln, nach Neugestaltung, Mai 2018

## Ehrungen
Die Stadt Köln benannte zu seinen Ehren den Kurt-Hackenberg-Platz vor dem Museum Ludwig und der Philharmonie.
Seit 2008 vergibt die Freie Volksbühne Köln e. V. den Kurt-Hackenberg-Preis für politisches Theater.